# Hněvkovice
Hněvkovice är en ort i Tjeckien.   Den ligger i regionen Vysočina, i den centrala delen av landet, 70 km sydost om huvudstaden Prag. Hněvkovice ligger 454 meter över havet och antalet invånare är 566.
Terrängen runt Hněvkovice är platt åt sydväst, men åt nordost är den kuperad. Runt Hněvkovice är det ganska glesbefolkat, med 35 invånare per kvadratkilometer. Närmaste större samhälle är Ledeč nad Sázavou, 5,8 km öster om Hněvkovice. I omgivningarna runt Hněvkovice växer i huvudsak blandskog.